# Northampton Street Bridge
Die Northampton Street Bridge überbrückt den Delaware River und verbindet die Orte Easton in Pennsylvania und Phillipsburg in New Jersey, USA.
Sie wird von der Delaware River Joint Toll Bridge Commission unterhalten, ist aber seit 1921 mautfrei, weshalb sie örtlich auch Free Bridge genannt wird im Gegensatz zu anderen mautpflichtigen Delaware-Brücken.
Die zwischen 1895 und 1896 erbaute Brücke zählt zu den letzten dieser Art, die in den USA noch erhalten sind. Die 170,7 m (560 ft) lange und 18,3 m (60 ft) breite Brücke hat drei Fahrspuren und beidseitige Gehwege. Die Spannweite zwischen ihren Pfeilern beträgt 91,4 m (300 ft). Auf den ersten Blick sieht sie wie eine Kettenbrücke mit Augenstäben aus, ist tatsächlich aber eine Auslegerbrücke mit 15,2 m (50 ft) langen Gerberträgern in der Mitte der Brücke. Das ist äußerlich daran zu erkennen, dass die Gerberträger in der Mitte der Brücke schräge Streben haben, während im Bereich der Pfeiler nur schräge Augenstäbe vorhanden sind.
2023 wurde ein LED-Beleuchtungssystem auf der Brücke installiert, das sie in verschiedenen Farben erstrahlen lassen kann.

## Geschichte
Sie wurde von James Madison Porter III entworfen, einem Professor für Brückenbau am 1826 u. a. von seinem Großvater James Madison Porter gegründeten Lafayette College, und 1896 eröffnet. James Madison Porter III hatte in den Jahren 1888 und 1889 eine Studienreise nach Europa unternommen und dort möglicherweise Anregungen zu der Brücke bekommen. Man hat eine Ähnlichkeit mit der Franz-Joseph-Brücke in Budapest, der heutigen Freiheitsbrücke festgestellt. Aber der Wettbewerb für die Entwürfe zu dieser Brücke wurde erst 1894 entschieden.
Die Brücke ersetzte die 1806 von Timothy Palmer errichtete hölzerne gedeckte Brücke, die den Anforderungen des modernen Verkehrs nicht mehr gewachsen war.